# Partido Democrático de Campesinos y Obreros de China

## Partido Democrático de Campesinos y Obreros de China
El partido fue fundado en agosto de 1930 en Shanghái, está integrado por miembros que pertenecen a intelectuales de los niveles superior y medios de los círculos médicos, sanitarios, científicos, tecnológicos, culturales y educativos. El partido Democrático de Campesinos y Obreros de China es uno de los ocho partidos no comunista de China, además es uno de los más antiguos del país.
PDCOCh cuenta hoy en día con más de 102.000 miembros que defienden y se postulan para la defensa de los derechos democráticos de los campesinos y obreros de China.

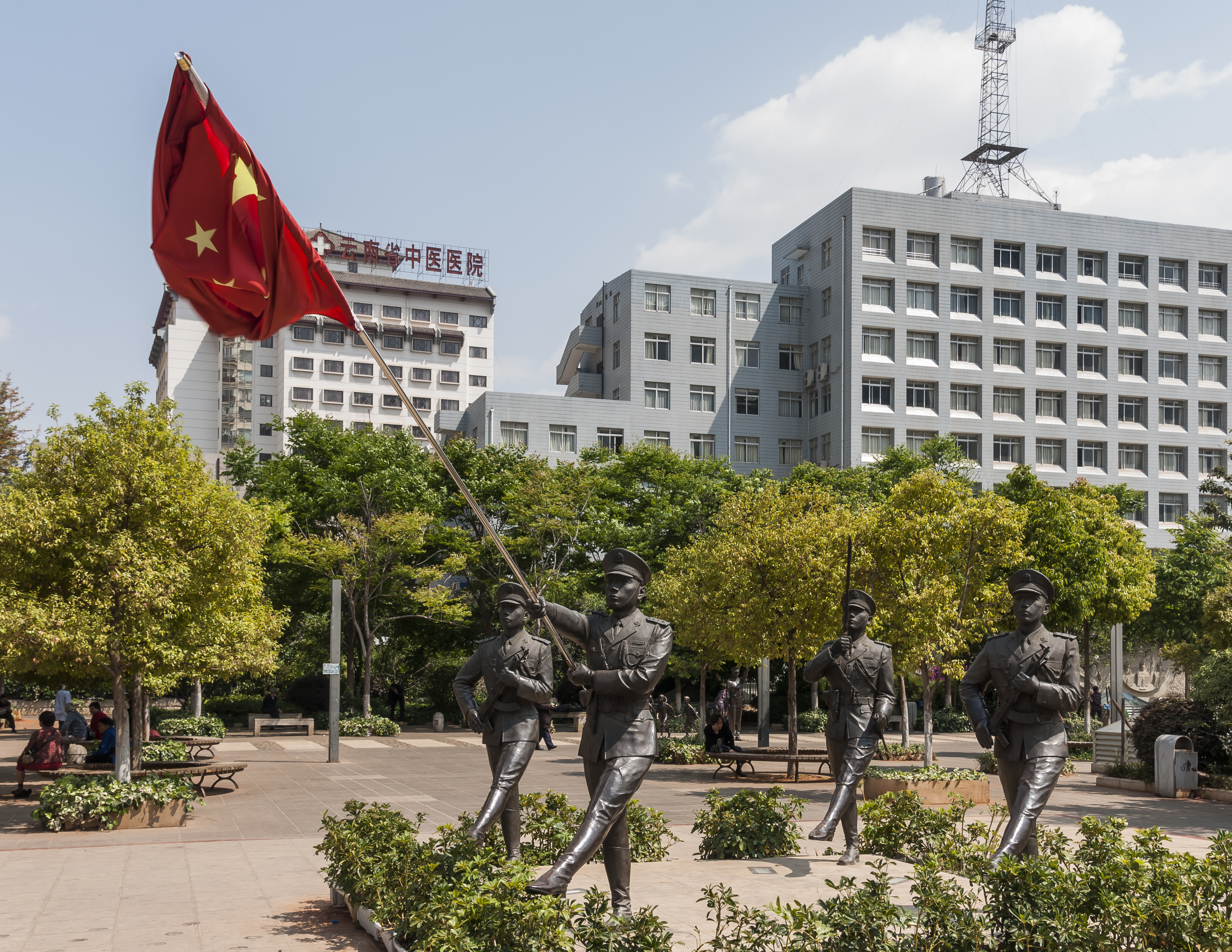
Monumento

Actualmente posee organizaciones locales en 30 provincias.

## Dirigentes y Presidentes anteriores
Fueron Deng Yanda, Huang Qixiang, Zhang Bojun, Peng Zemin, Ji Fang, Zhou Gucheng y Lu Jiaxi, sucesivamente. El actual Presidente Honorario es Lu Jiaxi, y el Presidente es Jiang Zhenghua. El órgano central es la revista Foro de Progreso.

## Historia
Durante la presentación de un informe de trabajo en la sesión inaugural, Chen Zhu, presidente del Comité Central del partido, pidió a sus miembros aprender firmemente del espíritu del XIX Congreso Nacional del Partido Comunista de China (PCCh) y adherirse al liderazgo del PCCh.
El Pdcoch debe contribuir con mayor sabiduría y poder a los objetivos de desarrollo de los dos centenarios del país y al sueño chino de la gran revitalización nacional, señaló Chen, también vicepresidente del Comité Permanente de la Asamblea Popular Nacional.
También hoy, Li Zhanshu, miembro del Comité Permanente del Buró Político del Comité Central del PCCh, se reunió con delegados del Congreso y pronunció un discurso de felicitación en nombre del Comité Central del PCCh.
Li confirmó las contribuciones hechas por los miembros del Pdcoch en los últimos cinco años en el área de cuidado de la salud, recursos demográficos y protección ecológica.
El PCCh mantendrá y mejorará el sistema de cooperación multipartidista y de consulta política encabezado por el PCCh de acuerdo con el espíritu XIX Congreso Nacional del PCCh, dijo Li.
Al manejar sus relaciones con otros partidos políticos, "el PCCh se adherirá al principio de coexistencia de largo plazo, supervisión mutua, trato sincero mutuo y compartición de los buenos y de los malos tiempos", dijo Li.
Li dijo que el PCCh apoyará a los partidos en el cumplimiento de sus deberes de acuerdo con los requisitos del sistema socialista chino para su participación en la gobernación, y a consolidar y desarrollar el frente único patriótico más amplio posible.
Li pidió a los miembros del Pdcoch unirse en torno al Comité Central del PCCh con Xi Jinping como el núcleo, aprovechar sus ventajas profesionales, conducir una profunda búsqueda y dar más asesorías.
Durante el Congreso Nacional del Pdcoch, los delegados escucharán y analizarán el informe del XV Comité Central del partido, revisarán y aprobarán una enmienda a los Estatutos del Pdcoch y elegirán a un nuevo liderazgo.
Desempeñaron un importante papel en la consolidación de la dictadura democrática popular, la feliz realización de la transformación socialista y el desarrollo acelerado de la construcción socialista. Luego de que el país entrara en el nuevo periodo de la modernización socialista, los partidos democráticos, cuya naturaleza cambió radicalmente, se han convertido en alianzas políticas de los trabajadores socialistas y los patriotas que apoyan el socialismo con quienes están en contacto.
Son partidos amigos íntimos del PCCh y aceptan la dirección de éste y mantienen una cooperación total con el PCCh, para dedicarse juntos a la causa socialista. Los partidos democráticos participan activamente en la vida política del Estado y han hecho significativas contribuciones a la reforma, la apertura y la modernización socialista del país. Son una fuerza importante del frente único patriótico de China y, a la vez, una fuerza importante para salvaguardar la estabilidad y la unidad del país y promover la modernización socialista y la reunificación de la patria.

## Otros partidos que se encuentran dentro de China

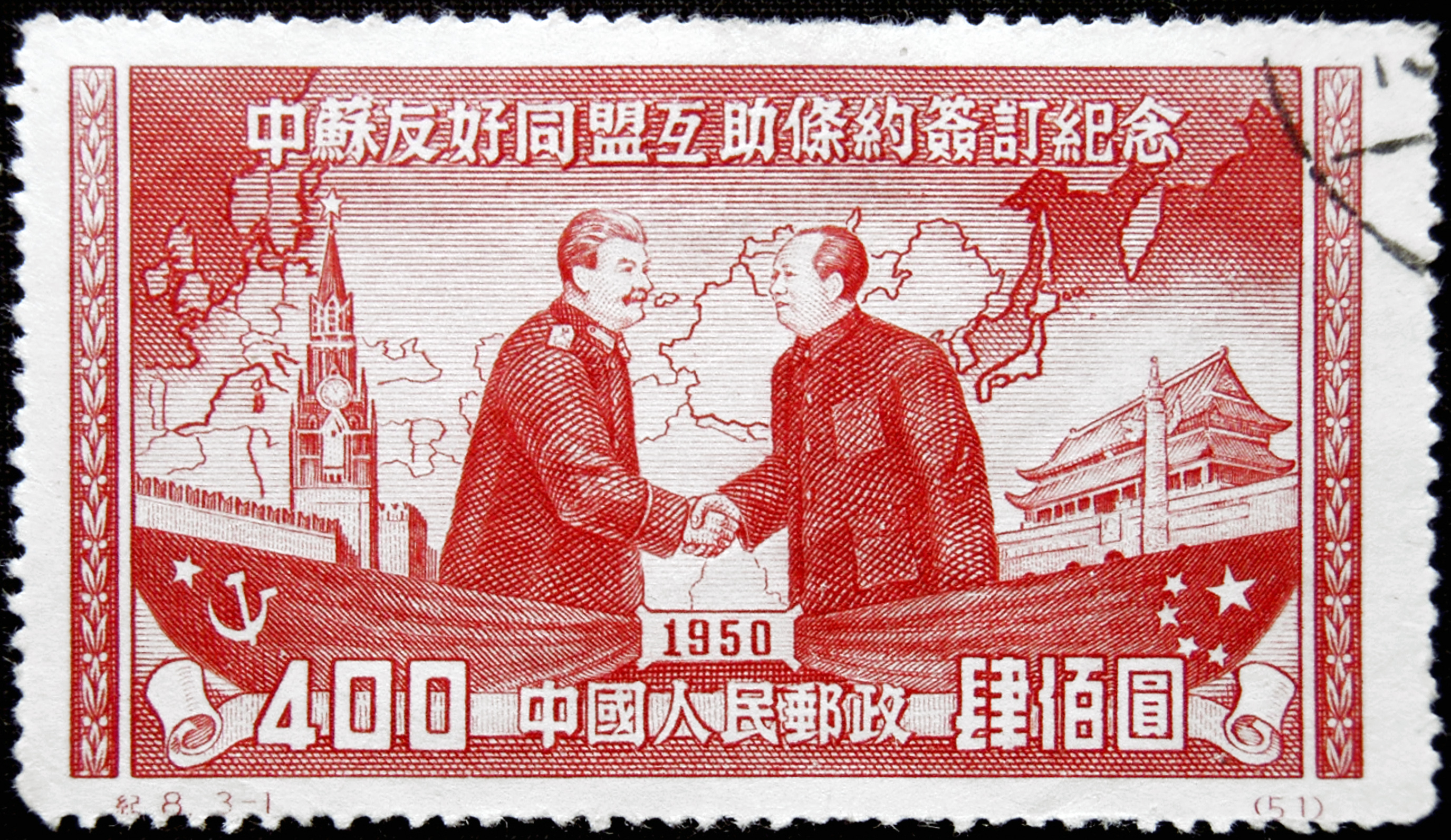
Historia

Comité Revolucionario del Kuomindang de China: Fundado el 1 de enero de 1948 en Hong Kong por la fracción democrática del Kuomindang de China y otros demócratas patriotas.
Liga Democrática de China: Su predecesor es la Asociación de Camaradas para la Construcción Nacional Unificada, fundada en noviembre de 1939.
Asociación para la Construcción Nacional Democrática de China: Fundada el 16 de diciembre de 1945 en Chongqing, estaba compuesto principalmente de personalidades de los círculos económicos.
Asociación para la Promoción de la Democracia de China: Fundada el 30 de diciembre de 1945 en Shanghái, se compone principalmente de intelectuales representativos dedicados a la educación, la cultura, la edición, la ciencia y la tecnología.
Zhigongdang de China: A propuesta de la Oficina General del Zhigongdang de América, una organización de chinos residentes allí, se fundó en octubre de 1925 en San Francisco, Estados Unidos. Se compone principalmente de personalidades de las capas alta y media de los chinos repatriados y familiares de chinos de ultramar.
Sociedad Jiusan: Sucesora del Foro de Democracia y Ciencia, tomó el nombre actual el 3 de septiembre de 1945 en celebración de la gran victoria de la guerra de resistencia al Japón y de la guerra antifascista mundial y, luego, se constituyó oficialmente el 4 de mayo de 1946. La mayoría de sus militantes son intelectuales de alta y media categoría dedicados a la ciencia y la tecnología.
Liga de Autonomía Democrática de Taiwán: Compuesta de compatriotas de la provincia de Taiwán que viven en la parte continental, se fundó el 12 de noviembre de 1947 en Hong Kong. El Comité Central de la Liga se trasladó a la parte continental del país en 1949 para quedarse en Shanghái y, luego, en 1955, se mudó a Beijing. La mayoría de sus militantes trabajan en la educación, la ciencia y tecnología, la medicina, la economía, el arte y la literatura, la prensa y la edición, y mantienen amplios contactos y profundos sentimientos con sus compaisanos que viven en la isla de Taiwán y con los que residen en ultramarn